# Stanisław Jędrzejewski (aktor)
Stanisław Jędrzejewski (ur. 4 lipca 1928 w Bydgoszczy, zm. 14 stycznia 1997 w Policach) – polski aktor teatralny i filmowy.

## Życiorys
W latach 1947–1948 kształcił się w Szkole Dramatycznej w Bydgoszczy, a następnie w poznańskim Studium Teatralnym. Był członkiem zespołów: Teatru Polskiego w Bielsku-Białej i Cieszynie (1949-1951, jako adept), Teatru Polskiego w Poznaniu (1951-1957), Teatru im. Juliusza Słowackiego w Krakowie (1957-1961, 1962-1988), Teatru im. Stefana Jaracza w Olsztynie (1961-1962) oraz Teatru Satyry „Maszkaron” w Krakowie (1988-1992). Występował również w Teatrze Telewizji (jedenaście przedstawień w latach 1961-1989) oraz w Teatrze Polskiego Radia (dwie audycje w latach 1970-1975).

## Filmografia
- Godziny nadziei (1956)
- Bolesław Śmiały (1971)